# Raka, Krško
Raka este o localitate din comuna Krško, Slovenia, cu o populație de 75 de locuitori.